# Anita Ušacka
Anita Ušacka (* 26. April 1952 in Riga, Lettische SSR) ist eine lettische und internationale Richterin und Rechtsprofessorin. Sie war Richterin am Verfassungsgericht der Republik Lettland und von 2003 bis 2015 Richterin (von 2011 bis 2012 Präsidentin der Berufungsabteilung) am Internationalen Strafgerichtshof (IStGH).

## Privatleben und Ausbildung
Anita Ušacka wurde am 26. April 1952 in Riga als einzige Tochter von Arturs Ušackis und Anna Krontāle geboren. Sie hatte zwei ältere Brüder, Ivars (* 1944) und Juris (* 1948). Ušacka hat einen Sohn, Aleksejs Ušackis (* 1980). Sie ist mit Peter Wilkitzki verheiratet.
Ušacka verbrachte ihre Kindheit in Riga, Lettland, und besuchte dort die Grundschule und das Gymnasium. 1970 begann sie ihr Studium der Rechte an der juristischen Fakultät der Universität Lettlands, das sie 1975 abschloss. Danach studierte sie an der Rechtsfakultät der Moskauer Lomonossow-Universität und erhielt 1980 den Doktortitel ("Kandidat der Wissenschaften"). Ihre Doktorarbeit, die sie im Januar 1980 verteidigte, behandelte Rechtsaspekte der Verwaltung der Industrien in Lettland.
1991 studierte Ušacka Menschenrechte am Internationalen Menschenrechtsinstitut in Straßburg, Frankreich. Das akademische Jahr 1993/1994 verbrachte sie an der University of Notre Dame in Indiana, an der sie zu Rechtsvergleichung und Menschenrechten studierte und forschte. Unter anderem führte sie dort eine Menschenrechtsvorlesung für Nichtjuristen und eine Vorlesung über Rechtsvergleichung für Juristen ein. Ein Forschungsstipendium führte sie 1994 an das Max-Planck-Institut für ausländisches und internationales Strafrecht in Freiburg im Breisgau.

## Beruflicher Werdegang in Lettland
Seit der Beendigung ihres Studiums im Jahr 1975 arbeitete Ušacka im akademischen Bereich. Sie begann ihre akademische Karriere als wissenschaftliche Mitarbeiterin der Universität Lettlands in der Abteilung Allgemeine Einführung in das Recht und durchlief daraufhin die akademische Laufbahn (1992: Dr. iur.; 1993: Dozent). 1999 erhielt sie einen Lehrauftrag an der Riga Graduate School of Law, 2002 wurde sie zur ordentlichen Professorin an der Universität Lettlands ernannt. Als Gastprofessorin lehrte sie 1999 auch an der Robert Schuman Universität in Straßburg (u. a. über lettische Verfassungsgeschichte) und 2002-2003 an der Lewis and Clark Law School, USA (über vergleichendes Verfassungsrecht).
1993, zwei Jahre nachdem die Republik Lettland ihre Unabhängigkeit von der UdSSR erklärt hatte, wurde das lettische Nationalkomitee von UNICEF errichtet, dessen Exekutivdirektorin Ušacka von 1994 bis 1996 war. Zu ihren Aufgaben gehörte es vor allem, die Übereinstimmung der lettischen Gesetzgebung mit den Vorgaben der internationalen Kinderrechtskonvention der Vereinten Nationen sicherzustellen.
Im Juni 1994 änderte die Saeima, das lettische Parlament, das Gesetz über die Gerichtsverfassung und errichtete Lettlands erstes Verfassungsgericht. Als 1996 die ersten Richter am Verfassungsgericht der Republik Lettland für eine Amtszeit von zehn Jahren gewählt wurden, war Ušacka eine der sechs Richter.
Zwischen 1998 und 2001 war Ušacka auch Direktorin eines Kooperationsprogramms zwischen der Northwestern School of Law of Lewis and Clark College (USA) und der Rechtsfakultät der Universität Lettlands und sicherte zusammen mit einem US-Kollegen die Bereitstellung der hierfür erforderlichen Haushaltsmittel.

## Richteramt am Internationalen Strafgerichtshof
Die Republik Lettland nominierte Ušacka 2002 als Kandidatin für das Richteramt am neu errichteten Internationalen Strafgerichtshof in Den Haag, Niederlande. Die Staatenversammlung des Internationalen Strafgerichtshofs wählte sie auf 43 Kandidaten als eine der 18 Richter, als einzige Richterin der Gruppe osteuropäischer Staaten und als eine von sieben Frauen im Februar 2003 in dieses Amt. In der feierlichen Eröffnungssitzung am 11. März 2003 legte sie ihren Amtseid ab.
Nach der Richterwahl ermittelte der Präsident der Staatenversammlung durch Losentscheid für alle 18 Richter die Dauer der ersten Amtszeit (3, 6 oder 9 Jahre). Diese unterschiedlichen Amtszeiten waren notwendig, um später eine Rotation der Richter im 3-Jahres-Turnus zu gewährleisten (danach betrug die Regellamtszeit aller Richter neun Jahre). Ušackas erste Amtszeit währte drei Jahre, so dass sie für eine weitere volle Amtszeit wählbar war. 2006 wurde sie sodann mit der höchsten Stimmenzahl (77 von 100) für weitere neun Jahre wiedergewählt.
Nach dem Amtsantritt im Jahr 2003 wurden die Richter des Internationalen Strafgerichtshofs in die verschiedenen Abteilungen des Gerichts berufen. Ušacka gehörte bis zum Jahr 2009 der Hauptverfahrensabteilung an, wurde jedoch von 2007 bis 2009 vorübergehend der ersten Kammer der Vorverfahrensabteilung zugeteilt. Während dieser Zeit bestätigte die Kammer die Anklage gegen Germain Katanga und Mathieu Ngudjolo Chui, ein Fall, der die Demokratische Republik Kongo betrifft. Des Weiteren erließ diese Kammer den ersten Haftbefehl des Internationalen Strafgerichtshofs gegen einen amtierenden Staatschef, nämlich gegen Umar al-Baschir aufgrund seiner Mitverantwortung an den Massakern in Darfur. Seit 2009 wurde Ušacka der Berufungsabteilung des Gerichts zugeteilt, deren Präsidentin sie von April 2011 bis März 2012 war. Sie war Vorsitzende Richterin in verschiedenen Beschwerdeverfahren vor der Berufungskammer. Während ihrer gesamten Zeit als Richterin am IStGH verfasste Ušacka eine Reihe von viel beachteten abweichender Voten, insbesondere in den Fällen Lubanga, Nourain und Jamus, Libyen, Kenya-Ruto, Kenya-Kenyatta, Lubanga und Al-Bashir.

## Forschungsschwerpunkte, Vortragstätigkeit und Mitgliedschaften
Ušacka gilt als Expertin zu Fragen der Entwicklung eines postsowjetischen Rechtssystems in Lettland mit dem Schwerpunkt Öffentliches Recht, des Prozessrechts sowie der prozessbezogenen Grundrechte. Ein weiterer Schwerpunkt sind die Menschenrechte (insbesondere die von Frauen und Kindern) und deren internationale Durchsetzung.
Ušacka ist seit 1997 Mitglied der International Association of Women Judges, die auch ihre Kandidatur zum Internationalen Strafgerichtshof mittrug. Auf deren Tagung 1998 in Ottawa sprach sie über „Das Kind als Zeuge, sein rechtlicher Status in der lettischen Gesetzgebung“, und auf deren Tagung 2006 in Sydney leitete sie die Diskussionsrunde zum Thema „Eine unabhängige Rechtsprechung: Kultur, Religion, Geschlechtergleichheit, Politik“.
Von 1996 bis 2004 war sie Mitglied der verfassungsrechtlichen Unterkommission der Venedig-Kommission des Europarats. Sie gehört dem Editorial Board der Zeitschrift International Justice und dem Wissenschaftlichen Beirat der Zeitschrift Ius Novum der Lazarski-Universität Warschau an.

## Ehrungen
- 2006: Ehrendoktor der Lewis and Clark Law School in Portland[16]
- 2015: juristische Honorarprofessur der Universidad San Ignacio de Loyola in Lima
- 2015: Ehrenmitglied der Interamerikanischen Akademie für internationales und vergleichendes Recht in Lima
- 2019: Ehrendoktorwürde der Osteuropäischen Universität in Tiflis

## Schriften
1. The International Criminal Court in Action. Challenges in Fighting Impunity. In: Ius novum. ISSN 1897-5577. Jg. 8 (2014), Heft 1, S. 11–45.
2. Promises Fulfilled? Some Reflections on the International Criminal Court in Its First Decade. In: Criminal Law Forum, Jg. 22 (2011), S. 473–492.
3. Building the International Criminal Court. In: Pacific McGeorge Global Business & Development Law Journal. Jg. 23 (2011), S. 225–242.
4. Constitutionalism and human rights at the International Criminal Court, in: Judges as Guardians of Constitutionalism and Human Rights, Hrsg. Martin Scheinin, Helle Krunke und Marina Aksenova, Edward Elgar publishing, 2016, S. 281–305.
5. The International Criminal Court and National Criminal Law, The Systematic of Criminal Law, Materials of the 2nd Russian congress on Criminal Law, Hrsg. V.S. Komisarov, 2007.
6. Starptautiskās Krimināltiesas izaicinājums nesodāmība un šīs tiesas ietekme uz valstu ārpolitiku, Likums un Tiesības, 8. sējums, nr. 1 (77), Janvāris, 2006,
7. Independence of the Judicial Power in Latvia. Monitoring the EU Accession Process: Independence of the Judicial Power, The Open Society Institute, 2001, 67-107. (Tiesu varas neatkarība Latvijā / Pirmsiestāšanās procesa ES monitorings: Tiesu varas neatkarība. Ziņojums. Lettland, 2001, Atvērtās Sabiedrības Institūts, 200l, S. 67-107),
8. Where do we stand in the fights for accountability and against impunity for international crimes?, Vortrag auf dem International Nuremberg Principles Academy Forum, 2017, nicht veröffentlicht.
9. Международный уголовный суд, Часть II – Судебн ый процесс, No 4(12), 2014, суд. 53.
10. Международный уголовный суд, принцип комплементарности и глобализация уголовного права // Научные основы уголовного права и процессы глобализации: Материалы V Российского конгресса уголовного права Архивная копия от 4 марта 2016 на Wayback Machine (27-28 мая 2010 года). – Москва: Проспект, 2010. С. 217-222.
11. Международный уголовный суд и право на справедливое судебное разбирательство // Сравнительное конституционное обозрение, 2009. № 1 (68). С. 117-130.
12. Международный уголовный суд и право на справедливое судебное разбирательство // Международное уголовное правосудие / Под ред. Г. И. Богуша, Е. Н. Трикоз. М.: Институт права и публичной политики, 2009. С. 275-294.
13. Очерк деятельности Международного уголовного суда // Международный уголовный суд: проблемы, дискуссии, поиск решений / Под ред. Г.И. Богуша, Е.Н. Трикоз. М.: Европейская комиссия, 2008. С. 32-40.
14. Международный уголовный суд и национальное уголовное право // Системность в уголовном праве Материалы II Российского конгресса уголовного права,(31 мая - 1 июня 2007). – Москва, 2007. (недоступная ссылка) С. 423-426.
15. Режим дополнительности Международного уголовного суда // Международное право - International Law. 2007. №1(29). С. 5-40.
16. Роль конституционного суда в защите избирательных прав: пример Латвии // Сравнительное конституционное обозрение, 2005. № 1 (50). С. 83-85.